# 제주특별자치도의 선거구
제주특별자치도의 선거구는 국회의원 선거구 3개, 도의원 선거구 31개로 이루어져 있다. 또한 광역의원 중에서는 유일하게 교육의원 5명이 존재한다.

## 국회의원 선거구
| 번호 | 선거구명  | 관할 구역 |
| ---- | --------- | --- |
| 1    | 제주시 갑 | 제주시 한림읍, 애월읍, 한경면, 추자면, 삼도1동, 삼도2동, 용담1동, 용담2동, 오라동, 연동, 노형동, 외도동, 이호동, 도두동 |
| 2    | 제주시 을 | 제주시 구좌읍, 조천읍, 우도면, 일도1동, 일도2동, 이도1동, 이도2동, 건입동, 화북동, 삼양동, 봉개동, 아라동               |
| 3    | 서귀포시  | 서귀포시 전 지역 |

## 도의원 선거구
| 번호 | 선거구명                            | 관할 구역                                           |
| ---- | ----------------------------------- | --------------------------------------------------- |
| 1    | 제주시 일도1동·이도1동·건입동선거구 | 제주시 일도1동, 이도1동, 건입동                     |
| 2    | 제주시 일도2동갑선거구              | 제주시 일도2동 1통~24통                             |
| 3    | 제주시 일도2동을선거구              | 제주시 일도2동 25통~48통                            |
| 4    | 제주시 이도2동갑선거구              | 제주시 이도2동 1통~20통, 48통~55통, 57통~58통       |
| 5    | 제주시 이도2동을선거구              | 제주시 이도2동 21통~47통, 56통                      |
| 6    | 제주시 삼도1동·삼도2동선거구        | 제주시 삼도1동, 삼도2동                             |
| 7    | 제주시 용담1동·용담2동선거구        | 제주시 용담1동, 용담2동                             |
| 8    | 제주시 화북동선거구                 | 제주시 화북동 전 지역                               |
| 9    | 제주시 삼양동·봉개동선거구          | 제주시 삼양동, 봉개동                               |
| 10   | 제주시 아라동선거구                 | 제주시 아라동 전 지역                               |
| 11   | 제주시 오라동선거구                 | 제주시 오라동 전 지역                               |
| 12   | 제주시 연동갑선거구                 | 제주시 연동 1통~21통, 37통                          |
| 13   | 제주시 연동을선거구                 | 제주시 연동 22통~36통, 38통~43통                    |
| 14   | 제주시 노형동갑선거구               | 제주시 노형동 1통~14통, 30통~43통, 51통~52통, 54통  |
| 15   | 제주시 노형동을선거구               | 제주시 노형동 15통~29통, 44통~50통, 53통, 55통~58통 |
| 16   | 제주시 외도동·이호동·도두동선거구   | 제주시 외도동, 이호동, 도두동                       |
| 17   | 제주시 한림읍선거구                 | 제주시 한림읍 전 지역                               |
| 18   | 제주시 애월읍선거구                 | 제주시 애월읍 전 지역                               |
| 19   | 제주시 구좌읍·우도면선거구          | 제주시 구좌읍, 우도면                               |
| 20   | 제주시 조천읍선거구                 | 제주시 조천읍 전 지역                               |
| 21   | 제주시 한경면·추자면선거구          | 제주시 한경면, 추자면                               |
| 22   | 서귀포시 송산동·효돈동·영천동선거구 | 서귀포시 송산동, 효돈동, 영천동                     |
| 23   | 서귀포시 정방동·중앙동·천지동선거구 | 서귀포시 정방동, 중앙동, 천지동                     |
| 24   | 서귀포시 동홍동선거구               | 서귀포시 동홍동 전 지역                             |
| 25   | 서귀포시 서홍동·대륜동선거구        | 서귀포시 서홍동, 대륜동                             |
| 26   | 서귀포시 대천동·중문동·예래동선거구 | 서귀포시 대천동, 중문동, 예래동                     |
| 27   | 서귀포시 대정읍선거구               | 서귀포시 대정읍 전 지역                             |
| 28   | 서귀포시 남원읍선거구               | 서귀포시 남원읍 전 지역                             |
| 29   | 서귀포시 성산읍선거구               | 서귀포시 성산읍 전 지역                             |
| 30   | 서귀포시 안덕면선거구               | 서귀포시 안덕면 전 지역                             |
| 31   | 서귀포시 표선면선거구               | 서귀포시 표선면 전 지역                             |

## 교육의원 선거구
| 선거구명            | 관할 구역                                                                               |
| ------------------- | --------------------------------------------------------------------------------------- |
| 제주시 동부선거구   | 제주시 구좌읍, 조천읍, 우도면, 일도2동, 화북동, 삼양동, 봉개동, 아라동                  |
| 제주시 중부선거구   | 제주시 일도1동, 이도1동, 이도2동, 삼도1동, 삼도2동, 용담1동, 용담2동, 건입동, 오라동    |
| 제주시 서부선거구   | 제주시 한림읍, 애월읍, 한경면, 추자면, 연동, 노형동, 외도동, 이호동, 도두동             |
| 서귀포시 동부선거구 | 서귀포시 남원읍, 성산읍, 표선면, 송산동, 효돈동, 영천동, 동홍동                         |
| 서귀포시 서부선거구 | 서귀포시 대정읍, 안덕면, 정방동, 중앙동, 천지동, 서홍동, 대륜동, 대천동, 중문동, 예래동 |

## 같이 보기
- 대한민국의 선거구